# Wilhelm Eduard Weber
Wilhelm Eduard Weber (Wittenberg, 24 ottobre 1804 – Gottinga, 23 giugno 1891) è stato un fisico tedesco.

## Biografia
Nacque a Wittenberg laddove suo padre, Michael Weber, insegnava teologia. William era il secondo di tre fratelli i quali erano tutti dotati di spiccata attitudine per gli studi scientifici. Nel 1815, dopo la chiusura dell'Università di Wittenberg, suo padre venne trasferito ad Halle. Qui Wilhelm ricevette i primi insegnamenti da suo padre ma in seguito proseguì i suoi studi ad Halle. Dopo essersi iscritto all'università si dedicò completamente alla filosofia della natura. Nel corso degli studi si distinse per l'originalità dei suoi lavori tanto che dopo aver conseguito la laurea ed essere diventato "privatdozent" (sorta di dottore di ricerca nel sistema universitario tedesco), fu nominato professore straordinario di Filosofia Naturale all'Università di Halle.
Il 26 giugno 1828 divenne membro dell'Accademia delle Scienze di Torino.
Nel 1831, su consiglio di Carl Friedrich Gauss, venne nominato professore di fisica a Gottinga nonostante avesse solo ventisette anni. Le sue lezioni erano sempre interessanti, molto istruttive e suggestive.
Weber riteneva che per comprendere a fondo gli studi di fisica e per l'applicazione di questa materia alla vita quotidiana, le semplici lezioni fossero inadeguate sia pure se supportate dagli esperimenti e pertanto incoraggiava i suoi allievi a condurre esperimenti autonomamente e gratuitamente nel laboratorio della facoltà.
All'età di vent'anni allorché era ancora studente, egli scrisse un libro riguardante la teoria delle onde e dei fluidi (Wellenlehre, auf Experimente gegründet) insieme a suo fratello, Ernst Heinrich Weber, professore di anatomia a Lipsia e quell'opera conferì ai due autori notevole apprezzamento.
L'acustica fu un'altra materia prediletta da Weber tanto che questi pubblicò parecchi saggi in merito sui Poggendorffs Annalen, su Schweigger's Jahrbücher für Chemie und Physik e sulla rivista musicale Carcilia. Un altro studio, "Mechanik der menschlichen Gehwerkzeuge", venne scritto insieme al fratello più giovane Eduard Friedrich Weber.
Tutti questi notevoli studi vennero pubblicati nel periodo tra gli anni 1825 e 1838.
Gauss e Weber costruirono il primo telegrafo elettromagnetico nel 1833 collegando l'Osservatorio e l'Istituto di Fisica di Gottinga.
Per le sue concezioni politiche liberali Weber venne allontanato dall'università e da quel momento intraprese diversi viaggi visitando vari paesi europei tra cui l'Inghilterra. Divenne poi professore di fisica a Lipsia dal 1843 al 1849 dopodiché riottenne la cattedra che in precedenza ricopriva a Gottinga. Una delle sue opere più importanti fu l'Atlante del Geomagnetismo che raccoglie le mappe del magnetismo terrestre e che costituì il fondamento dei moderni osservatori geomagnetici.
Studiò il magnetismo insieme a Gauss e nel 1864 pubblicò l'opera Elektrodynamische Maaßbestimmungen riguardante un sistema di misurazione delle correnti elettriche e che è alla base delle attuali metodologie sperimentali.
Weber morì a Gottinga e fu sepolto nello stesso cimitero che successivamente avrebbe accolto anche Max Planck e Max Born.

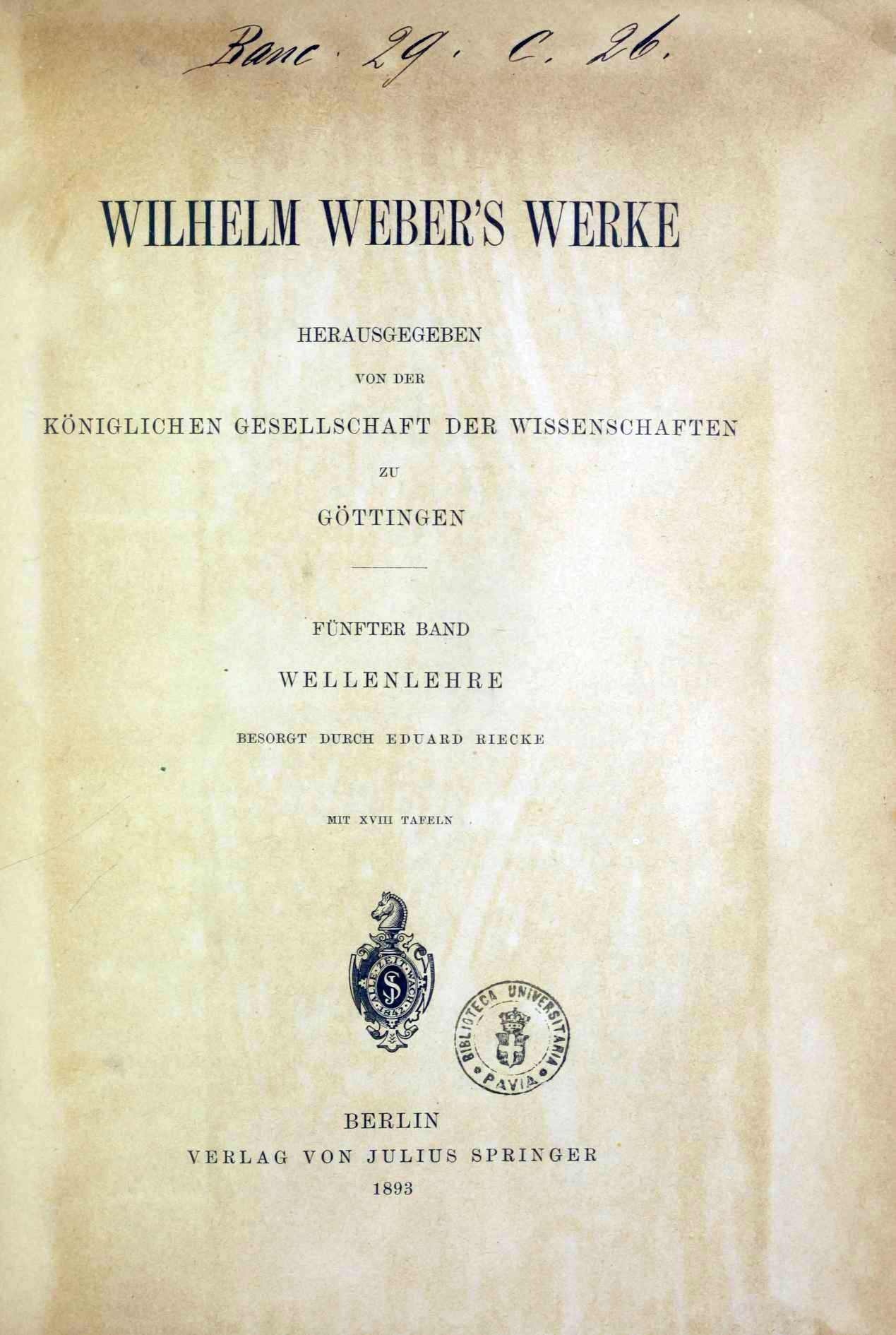
Wellenlehre, 1893

## L'unità di misura
Nel SI l'unità di misura del flusso magnetico è il weber (simbolo Wb) che deve il nome appunto allo scienziato Wilhelm Eduard Weber.

## Opere
- (DE) Akustik, Mechanik, Optik und Wärmelehre, Berlin, Springer, 1892.
- (DE) Wellenlehre, Berlin, Springer, 1893.
- (DE) Galvanismus und Elektrodynamik, Berlin, Springer, 1894.
- (DE) Mechanik der menschlichen Gehwerkzeuge, Berlin, Springer, 1894.